# أحمد ضبعان
أحمد نبيل هزاع ضبعان مواليد 9 يوليو 1994 لاعب كرة قدم يمني يجيد اللعب في خط الوسط في منتخب اليمن.
لعب سابقاً مع نادي اليرموك ونادي دبا العماني ونادي الشمال القطري .

## روابط خارجية
- أحمد ضبعان على موقع قاعدة بيانات كرة القدم.إي يو (الإنجليزية)
- أحمد ضبعان على موقع ناشيونال فوتبول تيمز (الإنجليزية)
- أحمد ضبعان على موقع Soccerway.com (الإنجليزية)
- أحمد ضبعان على موقع كووورة